# Respuesta a la pregunta: ¿Qué es Ilustración?
"Respondiendo a la pregunta: ¿Qué es la Ilustración?" (en alemán: Beantwortung der Frage: Was ist Aufklärung?), a menudo referido simplemente como "¿Qué es la Ilustración?", es un ensayo de 1784 del filósofo Immanuel Kant. En la publicación de diciembre de 1784 del Berlinische Monatsschrift (Berlin Monthly), editado por Friedrich Gedike y Johann Erich Biester, Kant respondió a la pregunta planteada año antes por el reverendo Johann Friedrich Zöllner, quien también era un funcionario en el gobierno prusiano. La pregunta de Zöllner fue dirigida a una amplia comunidad intelectual pública, en respuesta al ensayo de Biester titulado: "Propuesta, no involucrar más al clero cuando se celebren matrimonios" (abril de 1783) y varios intelectuales destacados respondieron con ensayos, de los cuales el de Kant es el más famoso y el que más impacto ha tenido. El párrafo inicial del ensayo de Kant es una definición muy citada de la falta de Ilustración como la incapacidad de las personas para pensar por sí mismas debido no a su falta de intelecto, sino a su falta de coraje.
El ensayo de Kant también abordó las causas de la falta de Edad de la Ilustración y las condiciones previas necesarias para hacer posible que las personas se iluminen. Sostuvo que era necesario que toda la iglesia y el Estado paternalista fueran abolidos y que las personas tuvieran la libertad de usar su propio intelecto. Kant elogió a Federico II de Prusia por crear estas condiciones previas. Kant se centró en cuestiones religiosas y dijo que "nuestros gobernantes" tenían menos interés en decirles a los ciudadanos qué pensar con respecto a cuestiones artísticas y científicas.

## Argumento
Kant responde a la pregunta en la primera oración del ensayo: "La Ilustración es la salida del hombre de su inmadurez (Unmündigkeit) autoincurrida". Argumenta que la inmadurez es autoinfligida no por falta de comprensión, sino por la falta de coraje para usar la razón, el intelecto y la sabiduría de uno sin la guía de otro. Kant argumentó que usar la razón es considerado peligroso por la mayoría de los hombres y todas las mujeres.  ¡Él exclama que el lema de la Ilustración es "Sapere aude"! - ¡Se atreven a ser prudentes!
En el sentido utilizado aquí, la palabra alemana "Unmündigkeit" no significa haber alcanzado la mayoría de edad. Traducido literalmente, "Unmündig" significa no hablar o no tener una voz que levantar. "Unmündig" también significa "dependiente" o "no libre", y otra traducción es "tutela" o "nonage" (la condición de "no [ser] mayor de edad"). Kant, cuya filosofía moral se centra en el concepto de autonomía, distingue entre una persona que es intelectualmente autónoma y una que se mantiene en un estado intelectualmente heterónomo, es decir, dependiente e inmaduro.
Kant entiende que la mayoría de las personas se contentan con seguir las instituciones rectoras de la sociedad, como la Iglesia y la Monarquía, e incapaces de sacudirse el yugo de su inmadurez por falta de resolución para ser autónomos. Es difícil para las personas salir de esta vida inmadura y cobarde porque nos sentimos muy incómodos con la idea de pensar por nosotros mismos. Kant dice que incluso si nos deshicieramos del dogma y las fórmulas alimentados con cuchara que hemos absorbido, todavía estaríamos atascados, porque nunca hemos "cultivado nuestras mentes".
La clave para deshacerse de estas cadenas de inmadurez mental es la razón. Existe la esperanza de que todo el público pueda convertirse en una fuerza de individuos de libre pensamiento si son libres de hacerlo. ¿Por qué? Siempre habrá unas cuantas personas, incluso entre los "guardianes" institucionales, que piensen por sí mismos. Ayudarán al resto de nosotros a "cultivar nuestras mentes". Kant se muestra a sí mismo como un hombre de su tiempo cuando observa que "una revolución bien puede poner fin al despotismo autocrático... o a la opresión que busca el poder, pero nunca producirá una verdadera reforma en las formas de pensar". La Revolución Americana recientemente completada había causado una gran impresión en Europa; Kant advierte que los nuevos prejuicios reemplazarán a los viejos y se convertirán en una nueva correa para controlar a las "grandes masas irreflexivas".

## Uso público y privado del razonamiento
El uso privado de la razón es hacer algo porque tenemos que hacerlo. Por ejemplo, los trabajadores racionales en una ocupación específica usan el razonamiento privado para completar tareas.
El uso público de la razón es hacer algo en la esfera pública porque elegimos mejorar nuestra función privada. Aunque alguien pueda encontrar desagradable su trabajo o función, la tarea debe ser completada para que la sociedad fluya consistentemente. Puede, sin embargo, utilizar el razonamiento público para quejarse de la función en la esfera pública. En este ensayo Kant argumenta que el papel del estado y la iglesia debe ser tal que permita al individuo practicar su razón pública. Sólo cuando al individuo se le permita practicar su razón pública, la sociedad en su conjunto progresará hacia la ilustración.
Un oficial militar está obligado a obedecer las órdenes de sus superiores. Se requiere que un clérigo enseñe las doctrinas de la iglesia que lo emplea. Pero las responsabilidades de su cargo no les impiden expresar públicamente cualquier opinión que pueda entrar en conflicto con esas responsabilidades. Esperamos que los titulares de los cargos mantengan su carácter en todo momento, pero Kant da ejemplos. Un clérigo no es libre de hacer uso de su razón en el desempeño de sus deberes, pero como "un erudito que se dirige al público real a través de sus escritos, el clérigo que hace uso público de su razón goza de libertad ilimitada para usar su propia razón y hablar" en su propia persona".

## Kant y la religión
Manteniéndose en el tema religioso, Kant pregunta si un sínodo o presbiterio religioso debería tener derecho a “comprometerse por juramento a cierto conjunto inalterable de doctrinas”. Él responde que un contrato como este impide "toda mayor iluminación de la humanidad para siempre". Es imposible e inmoral que la gente de una generación pueda restringir los pensamientos de la próxima generación, para evitar la extensión y corrección del conocimiento previo, y detener todo progreso futuro. Con base en esto, las generaciones posteriores no están obligadas por los juramentos de las generaciones precedentes. Con libertad, cada ciudadano, especialmente el clero, podría proporcionar comentarios públicos hasta que la percepción y la opinión públicas cambien la institución religiosa. Pero Kant dice que es imposible estar de acuerdo, “ni siquiera por una sola vida”, con una constitución religiosa permanente que no permita comentarios y críticas públicas. Si uno renunciara a la iluminación para las generaciones posteriores, estaría pisoteando los "derechos sagrados de la humanidad". Ni un ciudadano individual ni un monarca tienen derecho a restringir el desarrollo histórico.
Kant explica además por qué ha estado enfatizando el aspecto religioso: la inmadurez religiosa "es la variedad más perniciosa y deshonrosa de todas". Si la Ilustración es el surgimiento del hombre de su 'inmadurez autoincurrida' y las fuerzas rectoras de la sociedad, entonces dicho simplemente: la iglesia es una fuerza política que restringe el comportamiento público mediante el uso de la doctrina. Al definir doctrinas y hacerlas políticamente vinculantes, La Iglesia puede controlar el crecimiento de la razón, por lo tanto, públicamente es de su propio interés no asentir a un conjunto de creencias que impiden el desarrollo de su razón, es del interés del hombre superar aquellas que le impiden usar su propia razón. razón.

## Kant y Federico el Grande
Entonces Kant pasa al tema de su monarca, Federico el Grande. Afirma que un monarca debe permitir que sus súbditos hagan o piensen lo que consideren necesario para su salvación, y que tales pensamientos y acciones "no son de su incumbencia". Las ideas religiosas no deben estar sujetas a la supervisión del gobierno, y el gobierno no debe apoyar el "despotismo espiritual" contra ninguno de sus súbditos.
Se insiste en que el rey favorece la libertad en las artes y las ciencias porque “no hay peligro para su legislación” por el hecho de que sus súbditos hagan uso público de su propia razón y proporcionen “una crítica franca a la legislación vigente”. A lo largo de la historia vemos que la mayoría de los monarcas perciben el peligro de los sujetos de libre pensamiento.
Kant pregunta si ellos (los que vivían en 1784) están viviendo en una “época ilustrada”. La respuesta es no, pero viven en una “era de iluminación”. Su punto aquí es que debido a las acciones de Frederick, hay menos obstáculos para la “iluminación universal”. Los líderes religiosos pueden “presentar libre y públicamente al juicio del mundo sus veredictos y opiniones, incluso si se desvían... de la doctrina ortodoxa.”
Finalmente, Kant aporta una filosofía que probablemente se dirige hacia su monarca proponiendo una paradoja. “Un alto grado de libertad civil parece ventajoso para la libertad intelectual de un pueblo, pero también le impone barreras insuperables. Por el contrario, un menor grado de libertad civil da a la libertad intelectual espacio suficiente para expandirse al máximo”.

## Kant y la orientación en el pensamiento
La orientación en el pensamiento se relaciona mucho con la dirección del pensamiento: ¿sobre qué base se determina nuestro camino de pensamiento la forma en que actuamos?
Este se divide en dos concepciones, el pensamiento teórico y el práctico. El pensamiento teórico son las leyes del pensamiento. Es subjetivo (una suposición), pero debe establecerse para evitar que caigamos en el caos. Un ejemplo clave de esto es la idea de una primera causa inteligible y el desarrollo de nuestras actitudes morales. El pensamiento práctico es la aplicación del pensamiento teórico a nuestros pensamientos, con lo cual podemos asegurar la base de las leyes morales a través de los conceptos de libertad, bien supremo y felicidad.

## Kant y el desarrollo histórico
La humanidad como especie requiere de un desarrollo histórico para volverse autónoma, pues la razón no funciona instintivamente; requiere prueba, práctica e instrucción para permitir que progrese. "Discuta todo lo que quiera, pero obedezca" ya que, a través de la oposición, puede desarrollarse una síntesis. La resistencia es necesaria para el desarrollo.

## Foucault y "¿Qué es la Ilustración?"
En 1984 el filósofo francés Michel Foucault publicó un ensayo sobre la obra de Kant, dándole el mismo título (Qu'est-ce que les Lumières?). El ensayo de Foucault reflexionaba sobre el estado contemporáneo del proyecto de ilustración, invirtiendo gran parte del razonamiento de Kant pero concluyendo que la ilustración todavía "requiere trabajar en nuestros límites".